# Besbre
Besbre é um rio localizado na França.